# شیر (فیلم ۲۰۰۸)
شیر (ترکی استانبولی: Süt) فیلمی در ژانر درام به کارگردانی سمیح کاپلان‌اوغلو است که در سال ۲۰۰۸ منتشر شد. از بازیگران آن می‌توان به باشاک کوکلوکایا، سعادت آکسوی، و تولین اوزن اشاره کرد.
شیر دومین قسمت از سه‌گانه یوسف  پس از تخم‌مرغ و قبل از عسل است. کاپلان اوغلو برای فیلم عسل موفق به کسب جایزه خرس طلایی برلین شد.

## داستان فیلم
یوسف دانش آموزی دبیرستانی در امتحان ورودی دانشگاه قبول نمی شود. سرودن شعر بزگترین علاقه اوست و تعدادی از شعرهایش در روزنامه ها چاپ می شوند.اما نه این شعرها و نه قیمت رو به سقوط شیری که آنها می فروشند، سودی برای زندگی "یوسف" و "زهرا" ندارد. اما وقتی او متوجه رابطه مخفیانه "زهرا" می شود همه چیز رنگ دیگری به خود می گیرد...